# Coelichneumon scutellaris
Coelichneumon scutellaris là một loài tò vò trong họ Ichneumonidae.